# Chuanjiesaurus
Chuanjiesaurus ist eine Gattung sauropoder Dinosaurier aus dem Mitteljura Chinas. Bisher ist ein einziger Fund bekannt, der aus zwei fragmentarischen, nebeneinander liegenden Skeletten besteht. Beide Skelette sind nur teilweise aus dem Gestein herauspräpariert und wurden, durch eine Überdachung vor Witterungseinflüssen geschützt, an ihrem Fundort belassen, der heute Teil des Dinosaurier-Erlebnisparks „Welt-Dinosaurier-Tal“ ist. Chuanjiesaurus wird zu den Mamenchisauridae gezählt, einer bisher lediglich aus China nachgewiesenen Gruppe früher Sauropoden. Chuanjiesaurus wurde 2000 benannt, der Name weist auf das Dorf Chuanjie, wo die Fossilien entdeckt wurden. Die einzige Art ist Chuanjiesaurus anaensis.

## Merkmale
Chuanjiesaurus erreichte möglicherweise eine Länge von ungefähr 25 Metern und war damit einer der größten frühen Sauropoden. Sein Bauplan war wie bei anderen Mamenchisauriden durch einen langen Schwanz und einen extrem langen Hals charakterisiert. Zwar sind lediglich der vordere und mittlere Abschnitt des Halses überliefert – andere Mamenchisauriden wiesen jedoch 18 bis 19 Halswirbel auf, mehr als bei anderen Sauropoden. Die Halswirbel waren zudem verlängert – so misst der Wirbelkörper des elften Halswirbels, des längsten hinreichend erhaltenen Wirbels, eine Länge von 67,7 Zentimetern – die Höhe dieses Wirbelkörpers beträgt lediglich 22,0 Zentimeter. Neben dem verlängerten Hals zeigte Chuanjiesaurus weitere Gemeinsamkeiten mit anderen Mamenchisauriden: So bestand das Kreuzbein aus vier Kreuzbeinwirbeln; außerdem waren die Rückenwirbel nur schwach pneumatisiert (mit luftgefüllten Kammern ausgespart), während die vorderen Schwanzwirbel procoel – auf der Vorderseite konkav und auf der Hinterseite konvex – waren. Von allen anderen Mamenchisauriden unterscheidet sich Chuanjiesaurus durch eine Reihe einzigartiger Merkmale, die sich vor allem an den Wirbeln, aber auch an den Gliedmaßen finden.

## Systematik
Eine phylogenetische Analyse von Sekiya (2011) kommt zu dem Ergebnis, dass Chuanjiesaurus zusammen mit Mamenchisaurus, Tienshanosaurus und Yuanmousaurus innerhalb einer monophyletischen Gruppe klassifiziert werden kann – die Mamenchisauridae. Ob Omeisaurus innerhalb dieser Gruppe zu klassifizieren ist oder das Schwestertaxon dieser Gruppe darstellt, ist laut dieser Analyse unklar. Die Verwandtschaftsbeziehungen innerhalb der Mamenchisauridae können kaum aufgelöst werden. Die Mamenchisauridae bilden eine Gruppe, die innerhalb der Eusauropoda, jedoch außerhalb der Neosauropoda, welche alle späteren Sauropoden umfasst, zu klassifizieren ist.

## Paläohabitat
Die Fossilien stammen aus der Chuanjie-Formation, einer Gesteinsfolge, die erst seit dem Jahr 2000 formell eigenständig ist und davor den untersten Abschnitt der „Oberen Lufeng-Formation“ umfasste. Die Formation wird auf den frühen Mitteljura datiert. Ihr Paläohabitat ist wenig erforscht, neuere Studien berichten jedoch, dass das Klima zur Zeit der Ablagerung warm-feucht bis semiarid war.

## Fund und Forschungsgeschichte
Die ersten Fossilien wurden 1995 von Tao Wang vom Lufeng-Dinosauriermuseum beim Dorf Chuanjie im Kreis Lufeng in der chinesischen Provinz Yunnan entdeckt. Bei der aus dunkelroten, massiven Siltsteinen bestehenden Fundstelle handelt es sich um ein Bonebed („Knochenlager“), das neben den beiden Chuanjiesaurus-Skeletten die Überreste von zwei weiteren, großen Sauropoden birgt. Diese Skelette sind jedoch deutlich schlechter erhalten; ob es sich auch bei ihnen um Chuanjiesaurus handelt, kann nicht bestimmt werden. Neben den Sauropodenfossilien birgt die Fundstelle die Überreste des Theropoden Shidaisaurus sowie vierer Schildkröten. Die Sauropoden-Fossilien wurden nur teilweise aus dem Gestein herauspräpariert und in situ an ihrem Fundort belassen; ein kleines Haus diente in den ersten Jahren nach der Freilegung dem Schutz vor Witterungseinflüssen. Heute ist die Fundstelle Teil des 2008 eröffneten Welt-Dinosaurier-Tals, des größten Dinosaurier-Themenparks in China.
Die Fossilien werden zwei Exemplaren zugeordnet. Das Holotyp-Exemplar besteht aus einer Schwanzwirbel-Serie, Teilen des Schultergürtels und der Vorderbeine sowie Teilen des Beckens und der Hintergliedmaßen. Das zweite Exemplar derweil setzt sich aus Wirbeln (11 Halswirbel, 6 hintere Rückenwirbel, 4 Kreuzbeinwirbel, 25 Schwanzwirbel und Chevron-Knochen), Teilen der Arme und des Beckens sowie einem Oberschenkelknochen zusammen.
Chuanjiesaurus wurde 2000 von Forschern um Xiaosi Fang erstmals wissenschaftlich beschrieben. Diese in chinesischer Sprache geschriebene Veröffentlichung ist allerdings sehr kurz, die Beschreibung wurde von verschiedenen Kommentatoren als unzureichend deklariert. 2011 folgte eine umfangreiche Neubeschreibung durch Toru Sekiya.